# UGC 8335
UGC 8335 (Arp 238) è una coppia di galassie spirali interagenti. Le galassie appaiono marcatamente distorte a causa dell'interazione gravitazionale, con la formazione di code mareali estremamente distorte e un ponte di gas e stelle che unisce le due galassie.
Si trova a circa 400 milioni di anni luce dalla Terra nella costellazione dell'Orsa Maggiore. È il 238° oggetto elencato nell'Atlas of Peculiar Galaxies di Halton Arp.

## Supernova 2012by
Il 25 aprile 2012 Doug Rich scoprì, in UGC 8335, la supernova SN 2012by. Al momento della scoperta la supernova aveva una magnitudine di 17,6. Due giorni più tardi fu misurato un picco di magnitudo 17,3. Tomasella e collaboratori dell'Osservatorio Astronomico di Padova classificarono SN 2012by come supernova II. Inoltre gli stessi ricercatori misero in evidenza che lo spettro era simile a quello della supernova SN 1996as.